# Manasquan (fleuve)
Le fleuve Manasquan est une voie navigable longue de 42,6 km dans le centre du New Jersey. Il coule de l'ouest du comté de Monmouth, en commençant dans le canton de Freehold, près des sources des systèmes du ruisseau Manalapan et de la rivière Millstone dans le bassin du fleuve Raritan. Il se jette dans l'océan Atlantique où il se vide entre les communautés de Manasquan et Point Pleasant via l'inlet Manasquan .
Il s'élargit considérablement à mesure qu'il s'approche de l'océan, ce qui le rend idéal pour la navigation de plaisance. C'est une zone de loisirs très populaire de la côte du New Jersey qui en fait le terminus non officiel le plus au nord de l'Intracoastal Waterway.